# Нагоя
Наґо́я (яп. 名古屋市, なごやし, МФА: [nagoja ɕi̥]?) — місто в Японії, в префектурі Айті. Розташоване в західній частині префектури, на березі тихоокеанської затоки Ісе. Входить до списку міст державного значення Японії. Адміністративний центр префектури. Виникло на основі призамкового містечка 1610 року, столиці автономного уділу Оварі. В ранньому новому часі було резиденцією оварійських Токуґав, родичів японських сьоґунів. Отримало статус міста 1889 року. Площа становить 326,43 км². Станом на 1 серпня 2011 року населення складало 2 266 249  осіб, густота населення — 6940 осіб/км².  Основою економіки є автомобілебудування, машинобудування, виробництво високоточної техніки, хімічна промисловість, харчова промисловість, комерція, туризм. Центр Нагойського промислового району.  В місті розташовані Нагойський замок, синтоїстське святилище Ацута, Нагойський університет. За кількістю населення посідає 4 місце в країні після Токіо, Йокогами і Осаки. Батьківщина багатьох самурайських полководців, що стали загальнонаціональними героями, — Тойотомі Хідейосі, Като Кійомаси, Фукусіми Масанорі. Інша назва — Тюкьо́.

## Географія
Нагоя розташована у центральній частині острова Хонсю, у рівнині Міно-Оварі. Південь міста омивається водами затоки Ісе. Площа Нагої складає 326,45 км².
Нагоєю протікають дві великі річки, скеровані на південь: Сьонай з півночі і Темпаку зі сходу. Обидві впадають у затоку Ісе. Також центром міста, з півночі на південь, несуться води каналу Хорікава, викопаного на початку 17 століття, у часи будівництва Нагойського замку.
Рельєф Нагої умовно поділяється на три зони: східні пагорби, центральне плато та алювіальні рівнини півночі, заходу і півдня.
До східної зони входять міські райони Моріяма, Тікуса, Мейто, Темпаку і Мідорі. Її найвищою точкою є гора Тоґоку (198,3 м), що розташована на північному сході. Для цієї зони характерні пагорби, висотою 50 — 100 м над рівнем моря, які з'єднані із горами Мікава. У цій місцевості, у 5 — 13 столітті, видобували якісну глину, утворену вивітрюванням гори СаНаге, і виготовляли першоякісну японську кераміку. З 20 століття східні райони міста були перетворені на житлово-освітні масиви.
Центральна зона складається з міських районів Нака, Хіґасі, Сьова і Мідзухо(瑞穂区、みずほく), а також частини районів Мінамі й Ацута. Висота плато, на якому вона розташована, становить 10 −15 м над рівнем моря і плавно понижається з півночі на південь. Це плато поділяється на менші плато — Нагоя, Ацута і Мідзухо — завдяки долинам, утвореними річками Ямадзакі, Сьодзін та іншими, що протікають його територією. На ньому також існують малі долини, утворені ерозією самого плато. Ця місцевість була заселененою ще з палеоліту, а у 4 — 8 століттях виходила південною стороною до лагуни Аюті, яка згадується у антології стародавньої японської поезії «Манйосю». До 18 століття у південному районі Ацута існували порти, але згодом прибрежні зони були рекультивовані і плато втратило вихід до моря. З 20 століття центральна зона використовується під житлові і комерційні райони.
Зона півночі, заходу і півдня Нагої включає міські райони Кіта, Нісі, Накамура, Накаґава і Мінато а також частини районів Мінамі й Ацута. Ці місцевості утворилися внаслідок нагромадження алювію в долинах річок і їхніх гирлах. Найнижча точка цієї зони дорівнює 1,73 м нижче рівня моря. Берегова лінія південних і західні районів склалася завдяки змінам клімату, зниженню рівня моря та рекультиваційним роботам. Хоча зона зазнає сильної шкоди від води тайфунів і повеней, вона є зручною для іригації і вирощування рису. Через це у стародавню і середньовічну епоху тут існували маєтки з назвами Адзікі («маєток дешевої їжі») та Томіта («маєток багатих полів»). З 2-ї половини 20 століття дана зона використовується під житлові масиви та промислові підприємства. Тут розміщено міський порт.

## Клімат
Клімат Нагої вважається помірним, але влітку середня вологість становить понад 70 %, що робить місто парким, а взимку з північного заходу дує сильний холодний вітер, перетворюючи префектурний центр на одне з найхолодніших місць регіону. У 2006 році середня температура повітря була зафіксована на позначці 15,9 °C, найвища — 37,5 °C, найнижча — −3,7 °C.
| Клімат Нагої                              | Клімат Нагої | Клімат Нагої | Клімат Нагої | Клімат Нагої | Клімат Нагої | Клімат Нагої | Клімат Нагої | Клімат Нагої | Клімат Нагої | Клімат Нагої | Клімат Нагої | Клімат Нагої | Клімат Нагої |
| Показник                                  | Січ.         | Лют.         | Бер.         | Квіт.        | Трав.        | Черв.        | Лип.         | Серп.        | Вер.         | Жовт.        | Лист.        | Груд.        | Рік          |
| Абсолютний максимум, °C                   | 21,0         | 23,5         | 25,8         | 30,5         | 34,8         | 35,8         | 38,9         | 39,9         | 38,0         | 32,7         | 27,2         | 22,6         | 39,9         |
| Середній максимум, °C                     | 9,0          | 10,1         | 13,9         | 19,9         | 24,1         | 27,2         | 30,8         | 32,8         | 28,6         | 22,8         | 17,0         | 11,6         | 20,7         |
| Середня температура, °C                   | 4,5          | 5,2          | 8,7          | 14,4         | 18,9         | 22,7         | 26,4         | 27,8         | 24,1         | 18,1         | 12,2         | 7,0          | 15,8         |
| Середній мінімум, °C                      | 0,8          | 1,1          | 4,2          | 9,6          | 14,5         | 19,0         | 23,0         | 24,3         | 20,7         | 14,1         | 8,1          | 3,1          | 11,9         |
| Абсолютний мінімум, °C                    | −10,3        | −9,5         | −6,8         | −2,1         | 2,8          | 8,2          | 14,0         | 14,4         | 9,5          | 1,5          | −2,7         | −7,2         | −10,3        |
| Норма опадів, мм                          | 48.4         | 65.6         | 121.8        | 124.8        | 156.5        | 201.0        | 203.6        | 126.3        | 234.4        | 128.3        | 79.7         | 45.0         | 1535.3       |
| Вологість повітря, %                      | 64           | 61           | 59           | 60           | 65           | 71           | 74           | 70           | 71           | 68           | 66           | 65           | 66           |
| ----------------------------------------- | ------------ | ------------ | ------------ | ------------ | ------------ | ------------ | ------------ | ------------ | ------------ | ------------ | ------------ | ------------ | ------------ |
| Джерело: Метеорологічне управління Японії |              |              |              |              |              |              |              |              |              |              |              |              |              |

Нагоя знаходиться на шляху тайфунів, що проходять Японським архіпелагом. Проте з 1980-х років їх частота зменшилась. Найбільший тайфун пронісся над містом 26 вересня 1959 року, у результаті чого загинуло 1 851 осіб.

## Історія
Людські поселення на території сучасної Нагої існували з часів палеоліту. Вже на початку 1 тисячоліття по Р. Х. ці райони були відносно густозаселеними. До 17 століття регіон сучасного міста складався з декільнох населених пунктів, найбільшим з яких було містечко Ацута. Воно виникло при однойменному синтоїстському святилищі, другим за величиною після імператорської святині в Ісе. На заході від цього містечка знаходився порт Кувана — важливий транспортний пункт на шляху з тогочасної японської столиці Кіото до східних провінцій країни.

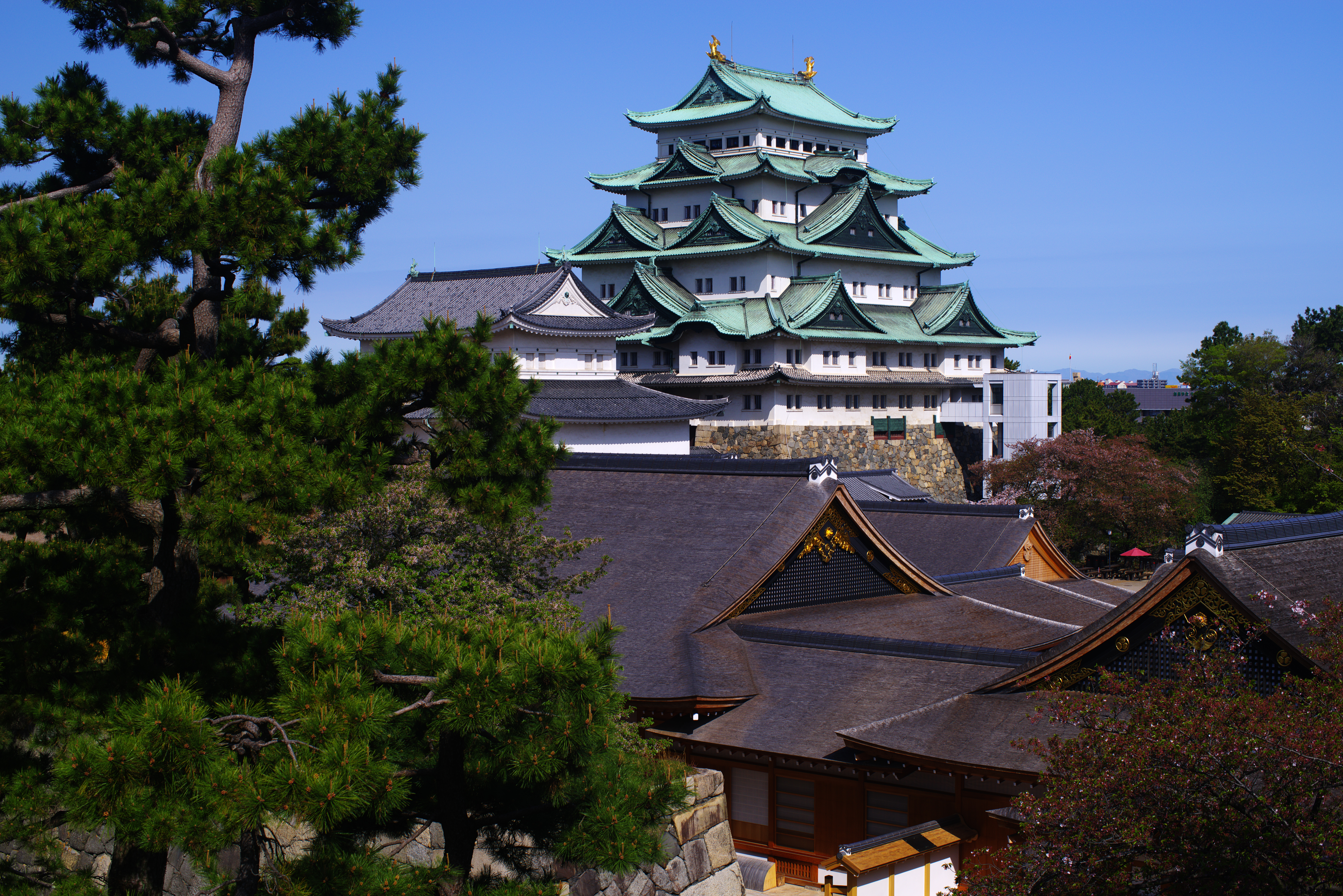
Замок Нагої з висоти пташиного лету.

1610 року сьоґун і об'єднувач Японії Токуґава Ієясу почав капітальне будівництво замку Нагоя на Нагойському плато і завершив його за два роки. Велика частина мешканців сусіднього містечка Кійосу переселилася під цей замок, давши початок призамковому поселенню, що розвилося у містечко Нагоя. Відтоді цей замок і містечко стали центром провінції Оварі і уділу Оварі-хан — головного володіння однієї з трьох бічних гілок сьоґунського роду Токуґава. До середини 19 століття Нагоя залишалася 4-м за величиною містом Японії після Едо, Осаки та Кіото.
1871 року, у результаті адміністративної реформи новгого уряду Мейдзі була утворена префектура Нагоя. Її поділили на 6 районів, першим з яких був район містечок Нагоя та Ацута. П'ять років по тому префектуру Нагоя перейменували у префектуру Айті, а ще за два роки містечко Нагоя стало самостійним адміністративним районом.
1 жовтня 1889 року містечко Нагоя отримало статус міста. На той час воно займало площу 3,34 км², на якій мешкало близько 150 700 жителів.
З кінця 19 — в 1-й половині 20 століття завдяки бурхливому розвитку світової економіки Нагоя перетворилася на великий торгово-промисловий центр Японії. 1937 року в місті було проведено Пантихоокеанську Мирну Виставку, на якій були представлені досягнення японського та загальноазійського господарства. Проте під час Другої світової війну поступальний розвиток Нагої зупинився — 1/4 міста згоріла дощенту від варварських бомбардувань авіації США.
Після війни Нагою успішно відбудували. 1 вересня 1956 року її зарахували до міст державного значення Японії, а 1957 року пустили міське метро і з 1964 року — швидкісний потяг сінкансен. 1989 року, з нагоди сторіччя набуття Нагоєю статусу міста, тут була проведена Всесвітня виставка дизайну.

## Адміністративний поділ
Нагоя поділяється на 16 міських районів:
1. ■ Ацута
2. ■ Кіта
3. ■ Мейто
4. ■ Мідорі
5. ■ Мінамі
6. ■ Мінато
7. ■ Мідзухо
8. ■ Моріяма
9. ■ Нака
10. ■ Накаґава
11. ■ Накамура
12. ■ Нісі
13. ■ Сьова
14. ■ Темпаку: Айкава (相川)
15. ■ Тікуса
16. ■ Хіґасі: Айой (相生町)

## Освіта

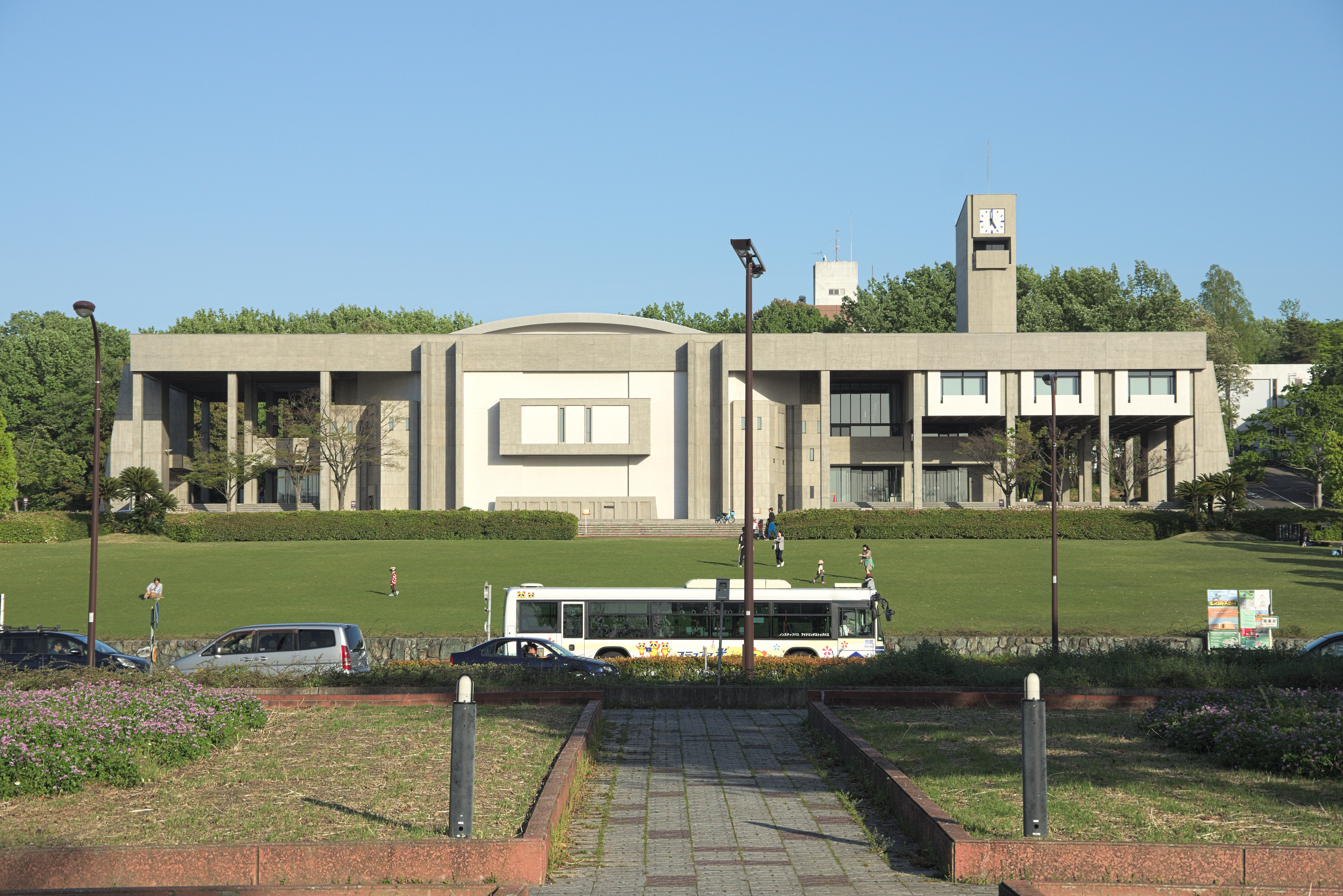
Нагойський університет

### Університет
- Нагойський університет (головний кампус)
- Наґойський технічний університет
- Айтівський університет

## Транспорт

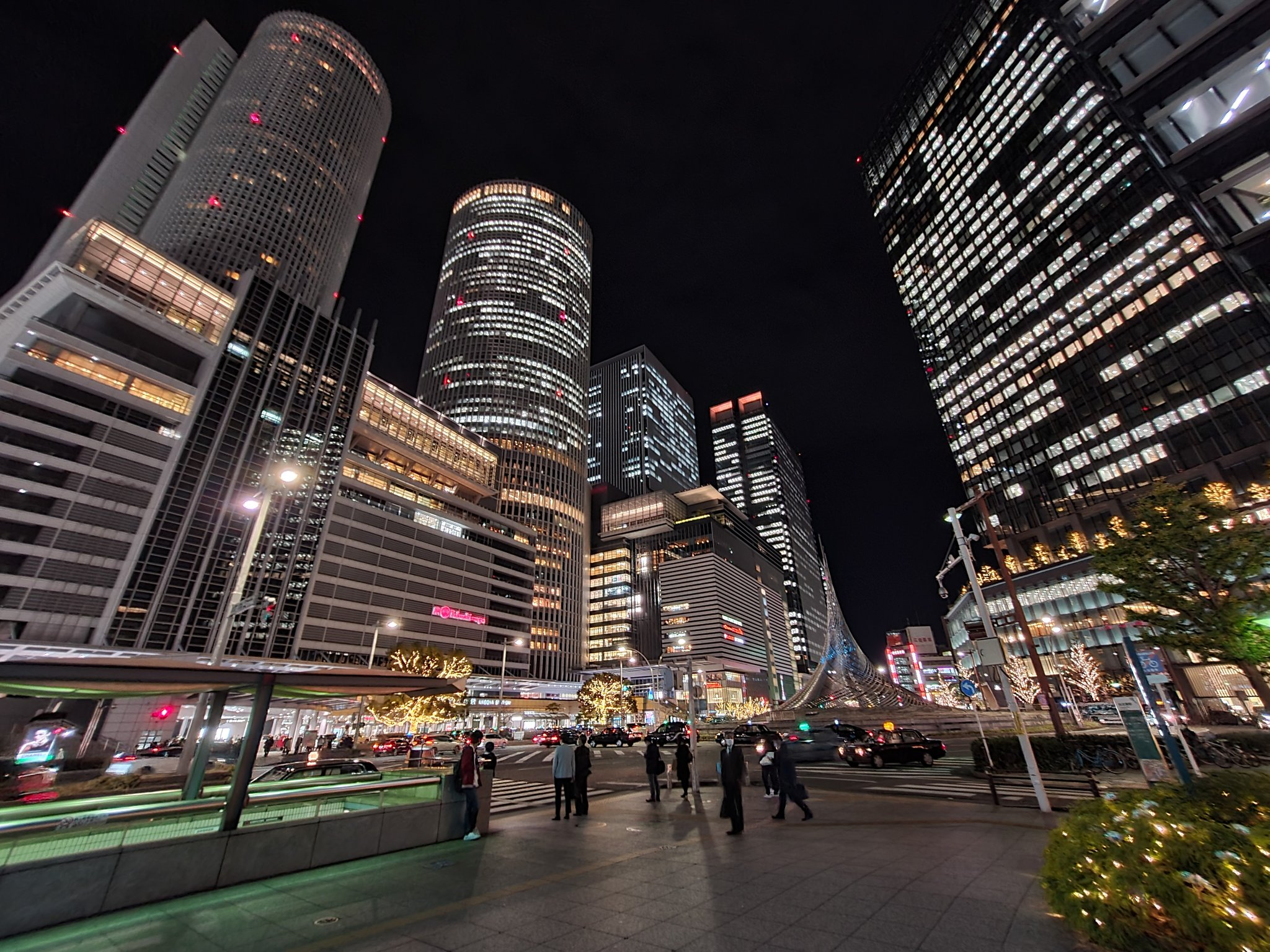
Станція Наґоя

### Аеропорти
- Міжнародний аеропорт Тюбу
- Комакі аеропорт

### Залізничний транспорт
- Central Japan Railway Company

#### Сінкансен
- Токайдо-сінкансен

### Метрополітен
- Метрополітен Наґої

## Пам'ятки
- Будинок Тойота-Майніті
- Mode Gakuen Spiral Towers

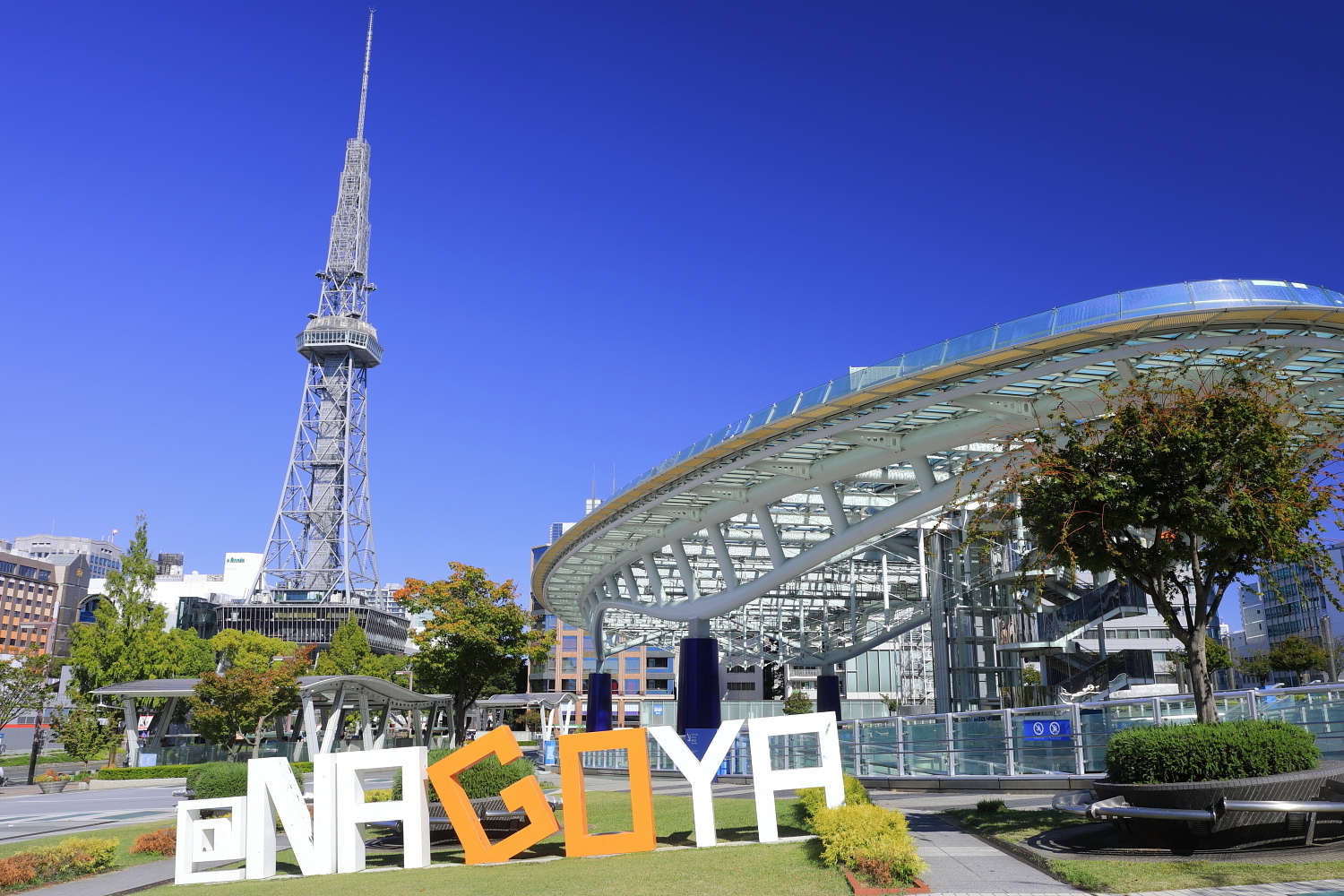
Sakae
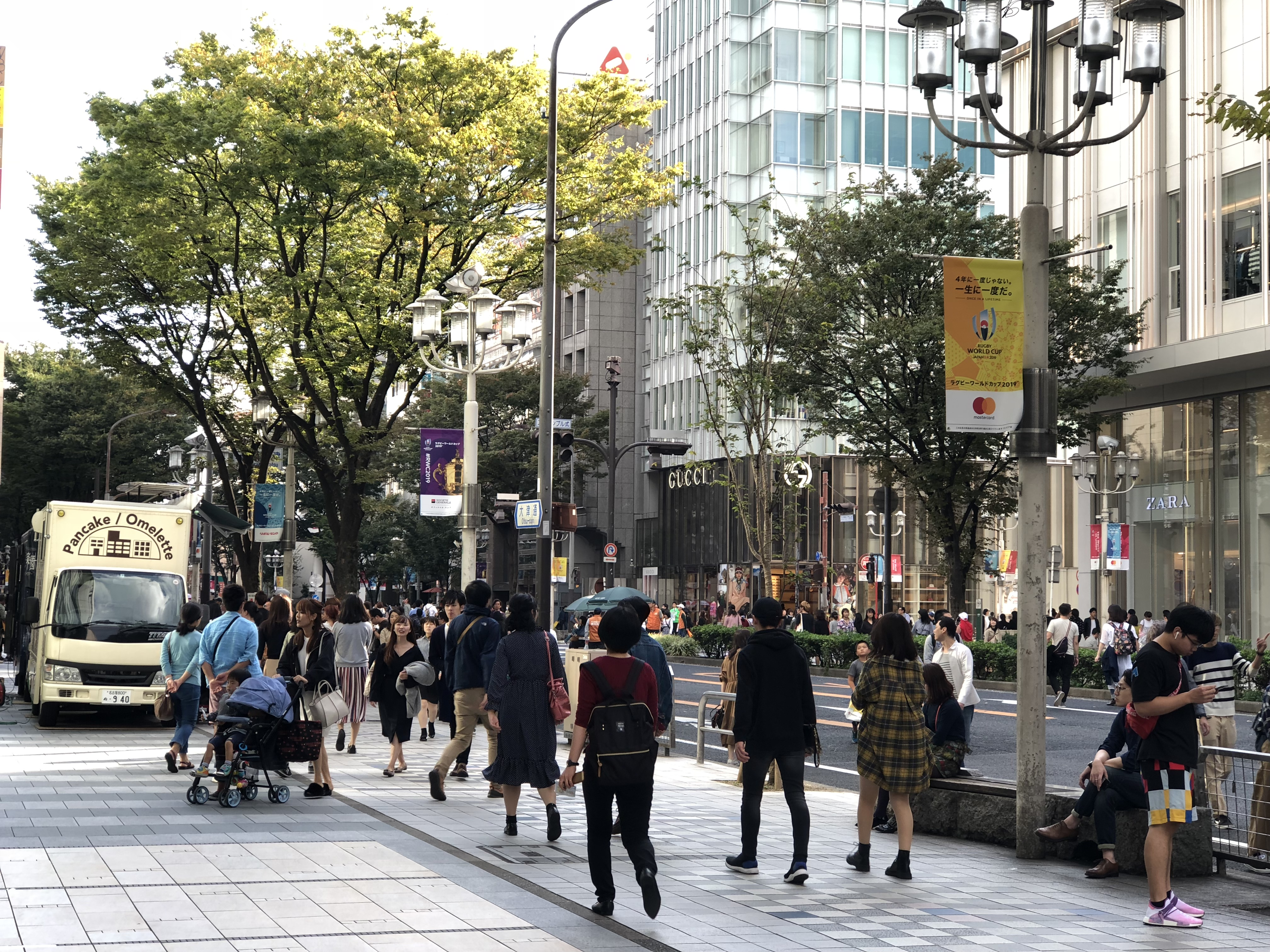
Sakae
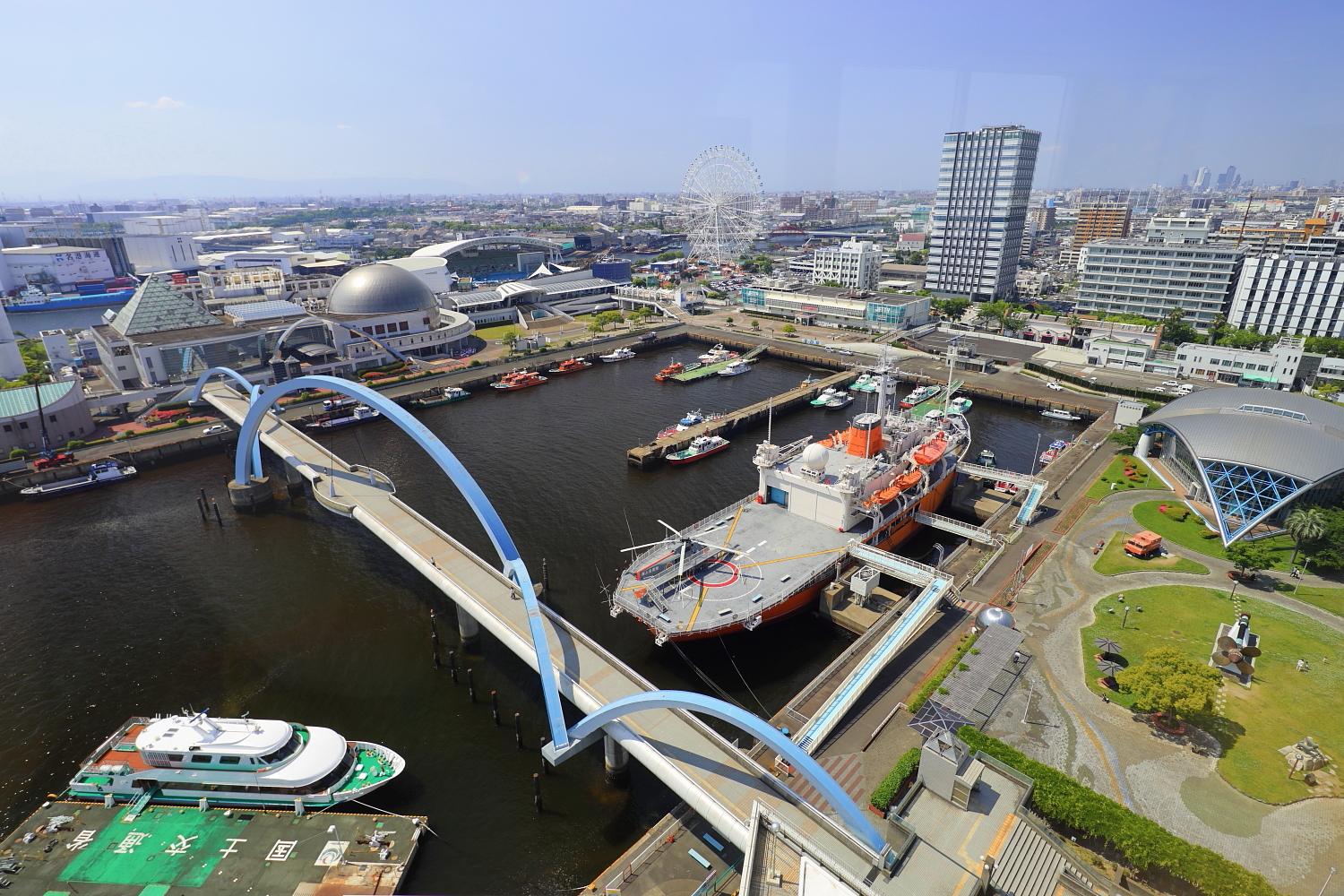
Наґоя Порт
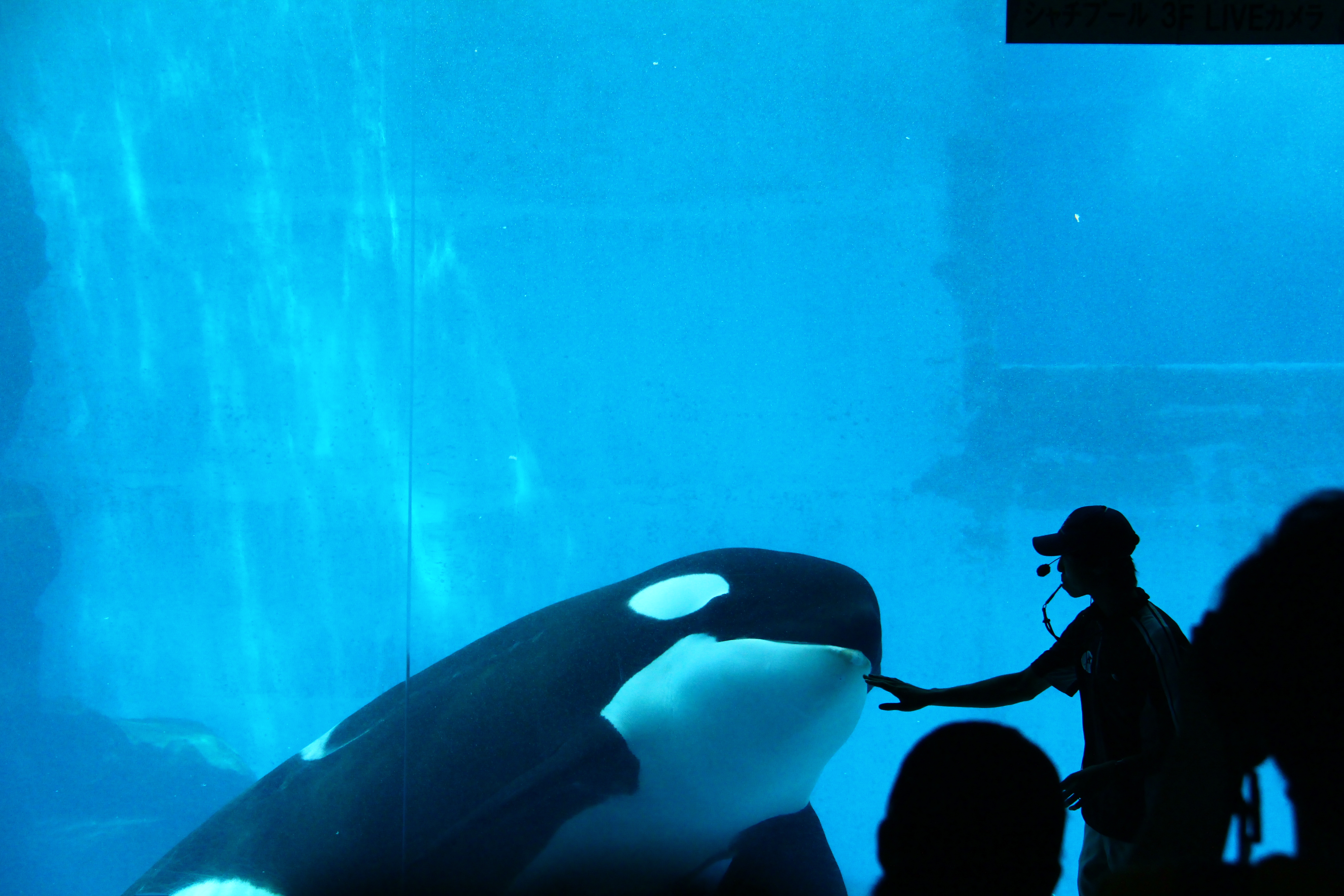
Наґоя Порт
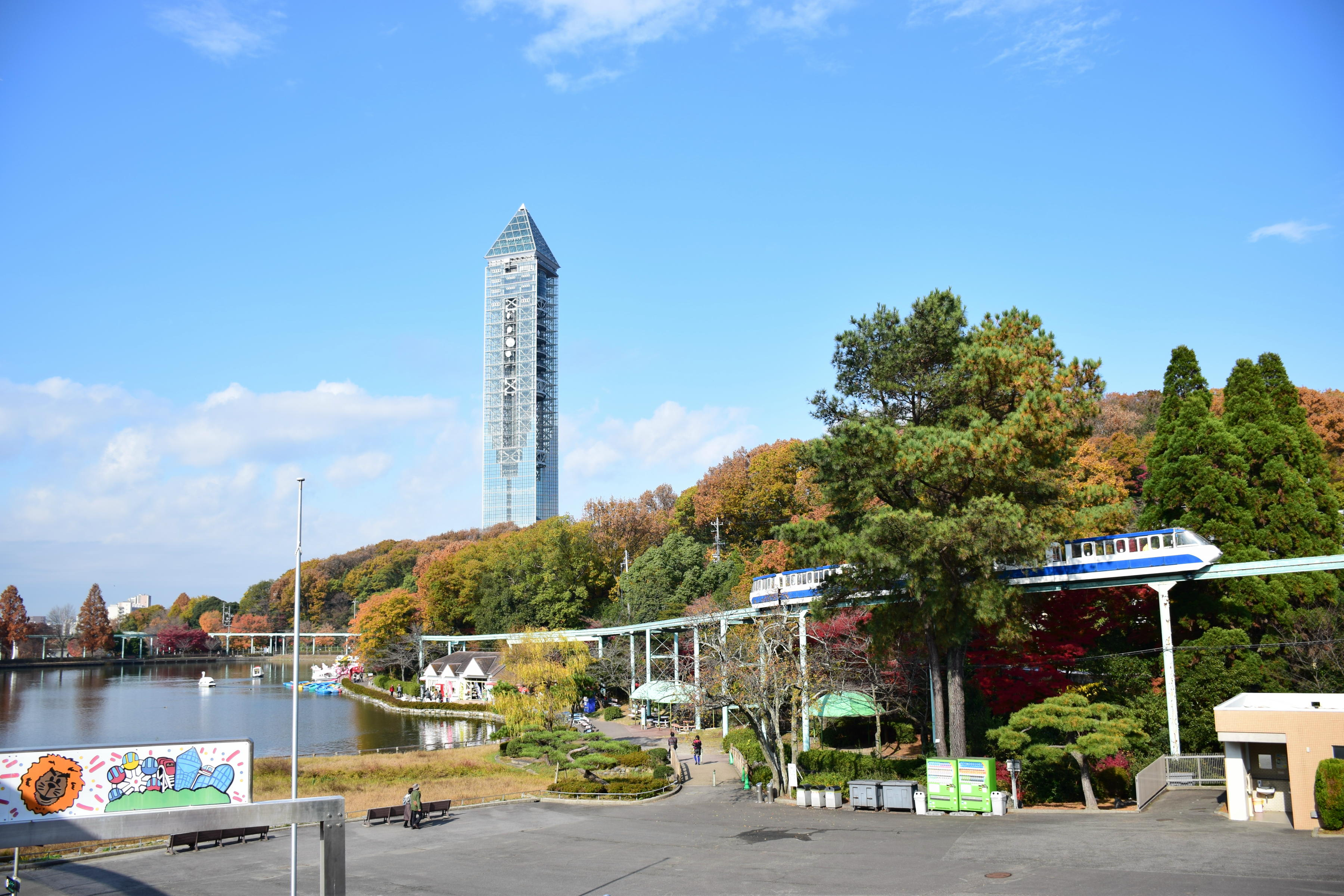
Зоопарк & Ботанічний сад
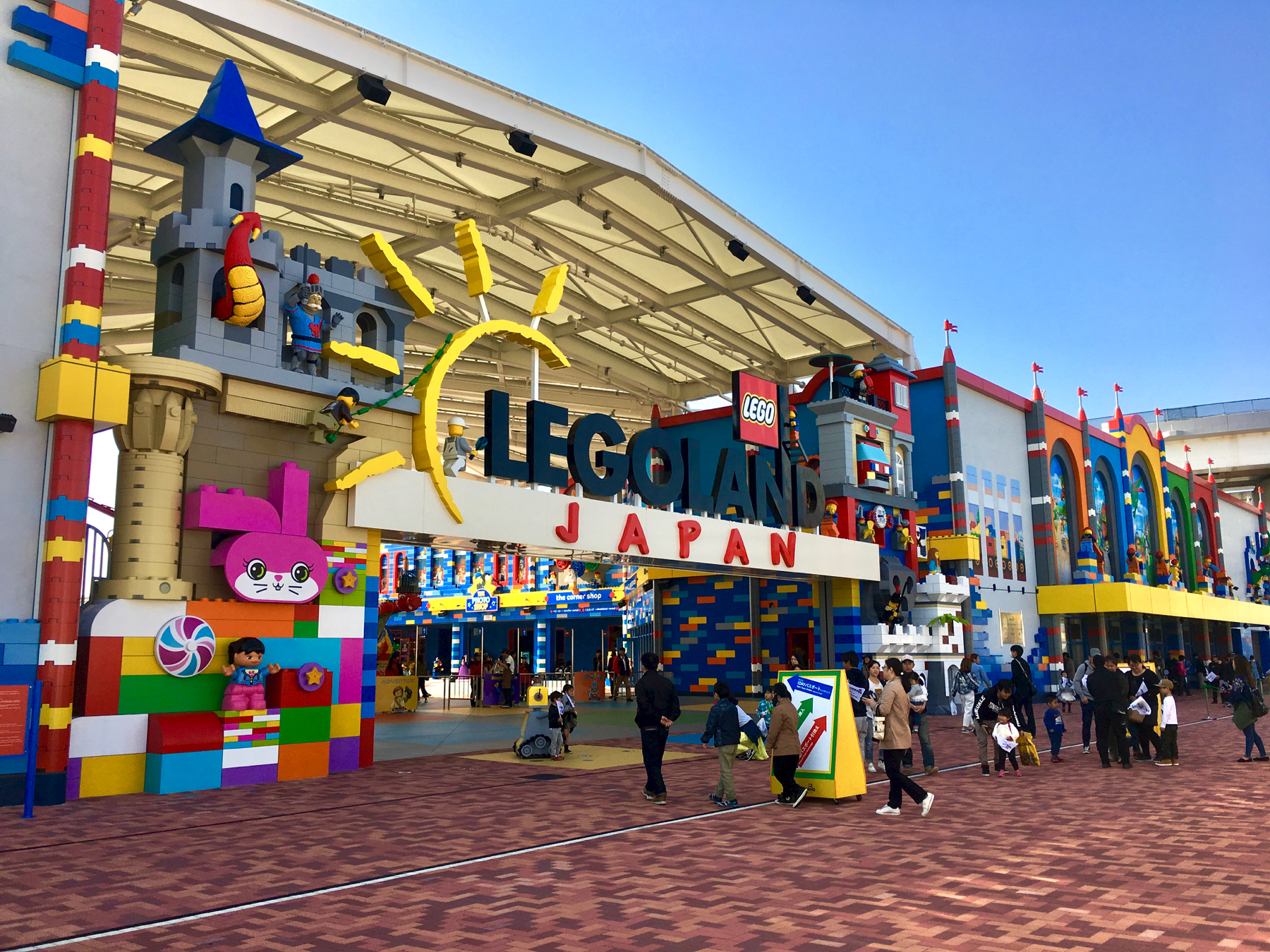
Legoland Японія

## Безпека
- У Нагої розташований регіональний штаб Управління морської безпеки Японії. Він забезпечує безпеку кордонів та територіальних вод Японії в районі префектур Ґіфу, Айті та Міє[7].

## Економіка

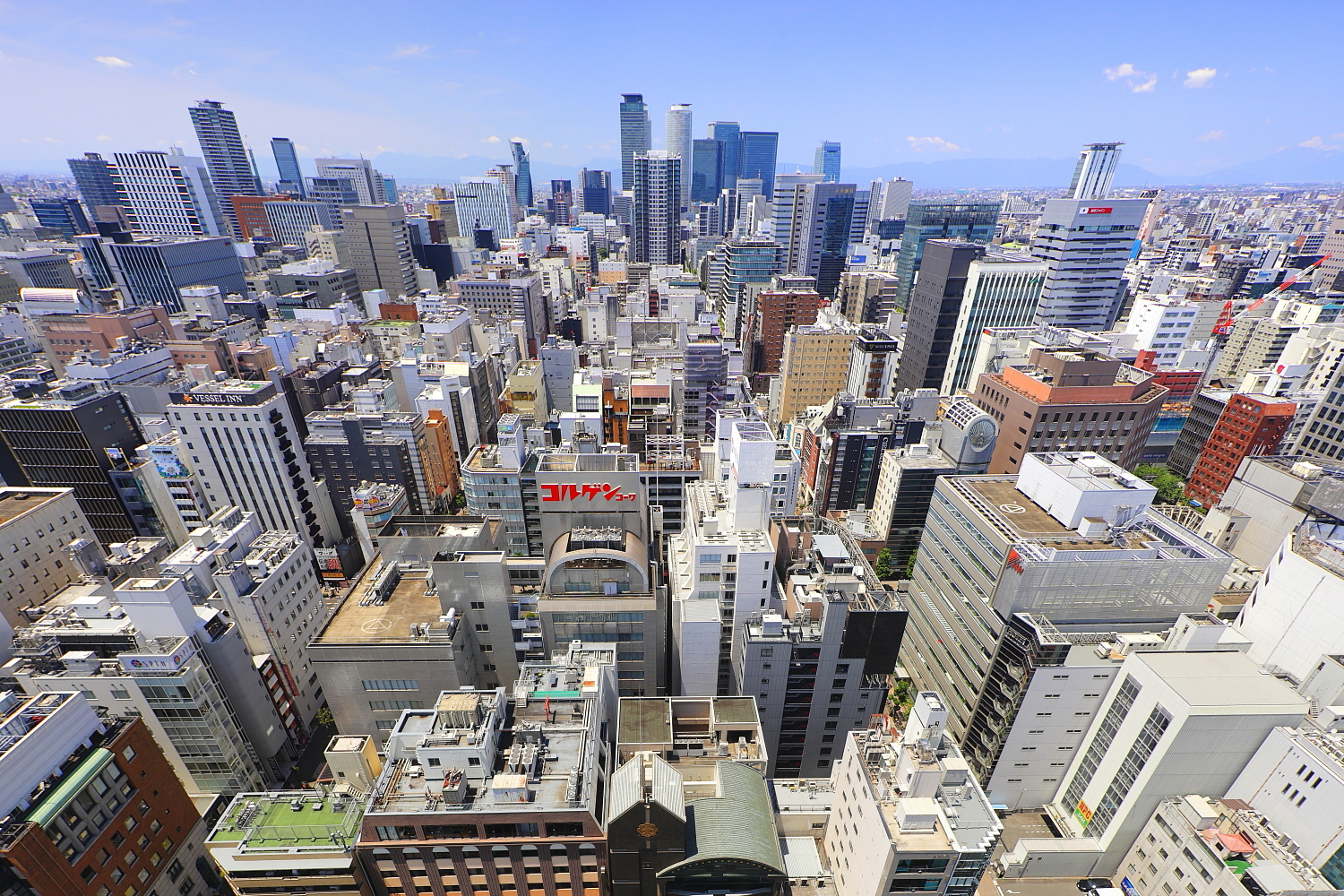
Наґоя Даунтаун

- 2005 — Всесвітня виставка Expo.

## Засоби масової інфомації
- Головна телерадіомовна служба NHK в регіоні Тюбу.
- Дочірня компанія Інформаційного агентства Кьодо.

## Спорт
- 1971 — Чемпіонат світу з настільного тенісу.
- 2026 - Олімпійська рада Азії

## Міста-побратими
Нагоя підтримує дружні відносини із 5 містами світу:
- Лос-Анджелес, США (1959)
- Мехіко, Мексика (1978)
- Нанкін, КНР (1978)
- Сідней, Австралія (1980)
- Турин, Італія (2005)
- Реймс, Франція (2017)
- Тайчжун, Тайвань (2019)
- Ташкент, Узбекистан (2019)

## Уродженці
- Андо Мікі — спортсменка, фігуристка.
- Асада Мао — спортсменка, фігуристка.
- Като Кійомаса — самурайський полководець.
- Кобаясі Макото — науковець, фізик, лауреат Нобелівської премії.
- Кодзука Такахіко — спортсмен, фігурист.
- Масакі Ямада - письменник — автор наукової фантастики, перекладач наукової фантастики.
- Масукава Тосіхіде — науковець, фізик, лауреат Нобелівської премії.
- Морі Сіґефумі — науковець, математик.
- Ода Нобунаґа — самурайський полководець, об'єднувач Японії.
- Сібата Кацуіе — самурайський полководець.
- Тойотомі Хідейосі — самурайський полководець, об'єднувач Японії.
- Тонеґава Сусуму — науковець, біолог, лауреат Нобелівської премії.
- Фукусіма Масанорі — самурайський полководець.
- Ямамото Байіцу — художник